# António Jesus
Pour les articles homonymes, voir Jésus (homonymie).
António Jesus, de son nom complet António de Jesus Pereira, est un footballeur portugais né le 11 février 1955 à Espinho et mort le 27 septembre 2010 dans la même ville. Il évoluait au poste de gardien de but.

## Biographie

### En club
António Jesus joue au Portugal durant toute sa carrière.
Il dispute un total de 363 matchs en première division portugaise sans inscrire de buts,,.

### En équipe nationale
International portugais, il reçoit sept sélections en équipe du Portugal durant l'année 1987.
Il joue son premier match en équipe nationale le 4 février 1987 en amical contre la Belgique (victoire 1-0 à Braga).
Ses six autres matchs sont disputés dans le cadre des qualifications pour l'Euro 1988, l'équipe portugaise ne se qualifiera pas pour le tournoi final.

## Palmarès

### Entraîneur
- Vainqueur du Championnat du Portugal D3 en 1999, 2006 et 2009